# Melanostigma pammelas
 Melanostigma pammelas és una espècie de peix de la família dels zoàrcids i de l'ordre dels perciformes.

## Morfologia
- Els mascles poden assolir 11 cm de longitud total.[4][5]

## Hàbitat
És un peix marí i d'aigües profundes.

## Distribució geogràfica
Es troba des de la Colúmbia Britànica -el Canadà- fins a la costa central de Mèxic.

## Observacions
És inofensiu per als humans.